# Carduus nutans subsp. granatensis
Carduus nutans subsp. granatensis es una subespecie de cardo de la familia Asteraceae.  

## Distribución
Es originaria de la península ibérica donde se encuentra en Granada de la cual toma el epíteto. 

## Taxonomía
Carduus nutans subsp. granatensis fue descrito por (Willk.) O.Bolòs & Vigo y publicado en Collectanea Botanica a Barcinonensi Botanico Instituto Edita 17(1): 91. 1987[1988].
Sinonimia
- Carduus granatensis Willk.
- Carduus platypus subsp. granatensis (Willk.) Nyman
- Carduus sandwithii Kazmi[2]